# Salazar (cours d'eau)
Pour les articles homonymes, voir Salazar.
Le Salazar (Zaraitzu en basque) est un affluent de l’Iraty coulant en Navarre.

## Présentation
Très apprécié pour la pêche à la truite, il est au centre de falaises rocheuses de la cordillère de la Vallée de Salazar. Cette rivière abrite beaucoup de villages appartenant à la vallée le long de son parcours de 9 kilomètres. En entrant dans la vallée de Romanzado, la rivière Salazar forme la Foz d'Arbaiún, qui se trouve dans les territoires de Lumbier et du Romanzado.